# Площадь Тукая
Площадь Тукая (тат. Тукай мәйданы, в прошлом — Рыбнорядская, Кооперативная, Куйбышева) — центральная площадь Казани, названная в честь поэта Габдуллы Тукая. Иногда горожанами именуется просто Кольцо.
Площадь Тукая находится на магистральной улице Пушкина, между пешеходными улицами Баумана и Петербургской. К Кольцу теперь также расширительно относят расположенную севернее безымянную площадку (исторически в обиходе именовавшуюся площадью Трёх холмов) перед памятником Муллануру Вахитову на пересечении улицы Пушкина с проезжими улицами Профсоюзной, Некрасова, Бутлерова и Щербаковским переулком, и расположенный южнее перекрёсток перед сквером Тукая улицы Пушкина с улицей Островского.
Через площадь с юго-запада на северо-восток проходит улица Пушкина, к району площади с северо-запада подходят улицы Баумана и Профсоюзная, от площади начинаются в юго-восточном направлении Петербургская улица и Щербаковский переулок, в восточном — улицы Бутлерова и Некрасова. Южнее площади с северо-запада на юго-восток проходит улица Островского.

## История

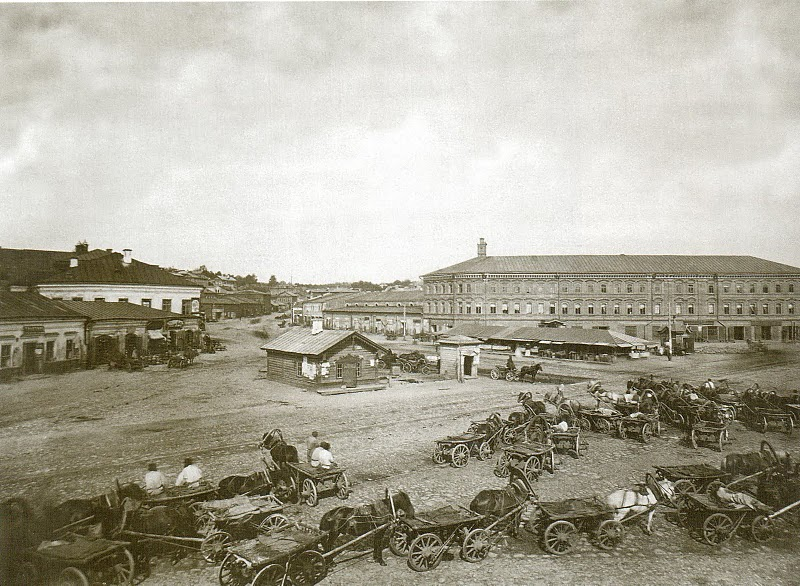
Рыбнорядская улица и площадь Казани в конце XIX — начале XX веков. Трёхэтажное здание справа — «Музуровские номера».

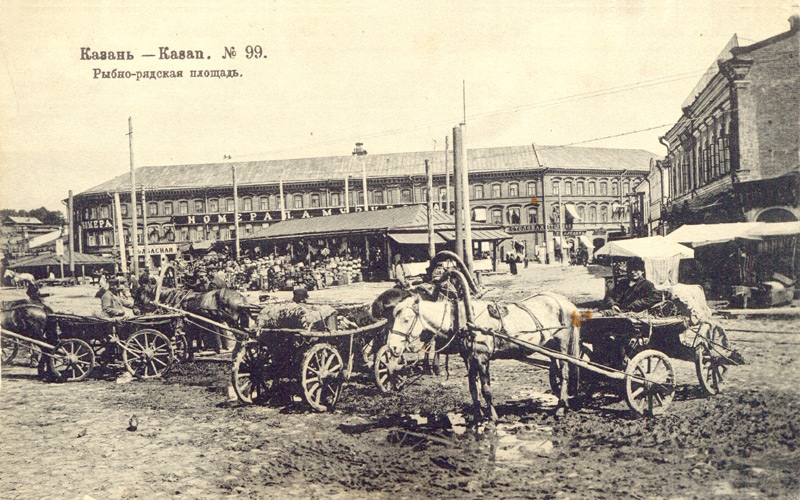
Извозчичья биржа на Рыбнорядской площади.

В древности на месте площади располагалась низина, в которой было озерцо, окружённое болотистой почвой. В XVI-XVII веках это была ещё окраина Казани, но в XVIII веке место вошло в черту города. Когда озеро Грузеево было засыпано, на образовавшейся обширной площадке возник рыбный базар.
С 1767 года в Казани начинает работать архитектор В. И. Кафтырев, который во исполнение Указа императрицы Екатерины II от 25 июля 1763 года «О сделаньи всем городам, их строению и улицам специальных планов по каждой губернии особо» составил первый регулярный план города. План Казани был «высочайшее конфирмован» 17 марта 1768 года. Согласно ему на месте рыбного базара у Кирпичной слободы должна была быть образована площадь ромбовидной формы.
Площадь застраивалась деревянными лабазами и лавками, в которых, кроме рыбы, торговали мясом и зеленью. В XIX веке на площади появились каменные дома с торговыми рядами. В 1829 году площадь стала первым в городе местом, мощённым камнем. Площадь, как и проходящая через неё улица, поначалу называлась Рыбнорядской, или сокращённо — Рыбной. Помимо торговых рядов на площади также находился «балчуг» — место продажи рыбы с возов, которую вели крестьяне.
В середине XIX века на Рыбном базаре действовала 91 лавка, в 53 из них торговали съестными припасами. Купцам принадлежало 27 лавок (некоторые принадлежали крупным купцам-рыбникам: Музурову, Хворову, Ворожцову), а остальные занимали мещане, крестьяне, отставные военные чины и члены их семей. На базаре работало 20 ремесленных мастерских, 9 трактиров, 7 питейных заведений (среди них особенно славились заведения купцов Бочарова, Вараксина, Петцольда). В 1874 году здесь торговало, по неполным данным, около 320 человек.
2 октября 1875 года открыта казанская конка: одна из двух линий которой проходила через Рыбнорядскую площадь (Толчок — ул. Проломная — Рыбнорядская пл. — Суконная слобода). 18 ноября 1899 года вместо конки запущен электрический трамвай.
После сооружения на площади рельсового кольца, на котором разворачивались трамваи, площадь получила своё до сих пор распространённое среди казанцев обиходное прозвание — «Кольцо».
На площади действовала одна из извозчичьих бирж Казани.
В то время Рыбнорядская площадь считалась не только шумной, но и самой грязной частью центра города. Так как она лежала в низине, к ней по улицам и переулкам сбегала талая и дождевая вода. По воспоминаниям студента Казанского университета и будущего наркома здравоохранения Николая Семашко, жившего в 1890-е годы в Музуровских номерах:

Грязь была непролазная. Я… терял галоши при переходе через площадь.
В 1918 году площадь замостили булыжником.
В 1930 году через Кольцо проходили уже четыре из пяти трамвайных маршрутов Казани.
К этому времени торговые ряды у площади снесли, а на её месте разбили круглый сквер, где в 1934 году был установлен памятник Н. Э. Бауману (сквер располагался при въезде на улицу Большая Проломная, переименованную в декабре 1930 года в улицу Баумана). Рыбнорядская площадь, как и улица, тогда имела название «Кооперативная», из-за новоорганизованного объединения кооператоров «Татсоюз».
В 1937 году сквер был убран, а памятник Бауману перенесён на улицу Ершова, к зданию Казанского ветеринарного института имени Н. Э. Баумана. В конце 1930-х годов улице Кооперативной и самой площади присвоили имя В. В. Куйбышева.
В 1940 году трамвайное движение по круговому кольцу на площади Куйбышева было изменено на прямое, однако огороженное в виде кольца место трамвайной остановки осталось, и горожане продолжали называть по нему площадь Кольцом.
Согласно постановлению Совета министров СССР от 13 февраля 1948 года Министерству авиационной промышленности СССР было поручено строительство первой линии казанского троллейбуса от троллейбусного кольца на площади Куйбышева до Ленинского района Казани. Троллейбусное сообщение было официально открыто 27 ноября 1948 года. В 1951 году пущена уже вторая троллейбусная линия: от Кольца до улицы Фрунзе.
В связи с оживлённым движением транспорта по площади Куйбышева под ней 18 июня 1970 года (одновременно с открытием высотной гостиницы «Татарстан») начал работу первый (и на два десятилетия один из двух) в Казани подземный пешеходный переход, с шестью выходами.
Постановлением Главы администрации от 2 октября 1996 года № 1328 улица Куйбышева была объединена с улицей Пушкина (за продлённой улицей, проходящей через площадь Куйбышева, сохранялось название «улица Пушкина»). Постановлением главы городской администрации от 26 августа 1997 года № 1735 площадь Куйбышева была переименована в площадь Тукая.
До этого переименования площадью Тукая официально называлась Юнусовская площадь Казани (с 23 апреля 1986 года по 26 июля 1997 года).
На следующий, после присвоения площади нового названия, день — 27 августа 1997 года — прошла торжественная церемония, посвящённая началу строительства первой станции метрополитена в Казани: на площади Тукая у начала улицы Свердлова (ныне — Петербургская) была сооружена памятная гранитно-каменная ротонда, в основание которой была заложена капсула с обращением к будущим пассажирам метрополитена. 29 сентября 1998 года строящаяся станция официально получила название «Площадь Тукая».
Движение казанского метро и станция «Площадь Габдуллы Тукая» были официально открыты 27 августа 2005 года.

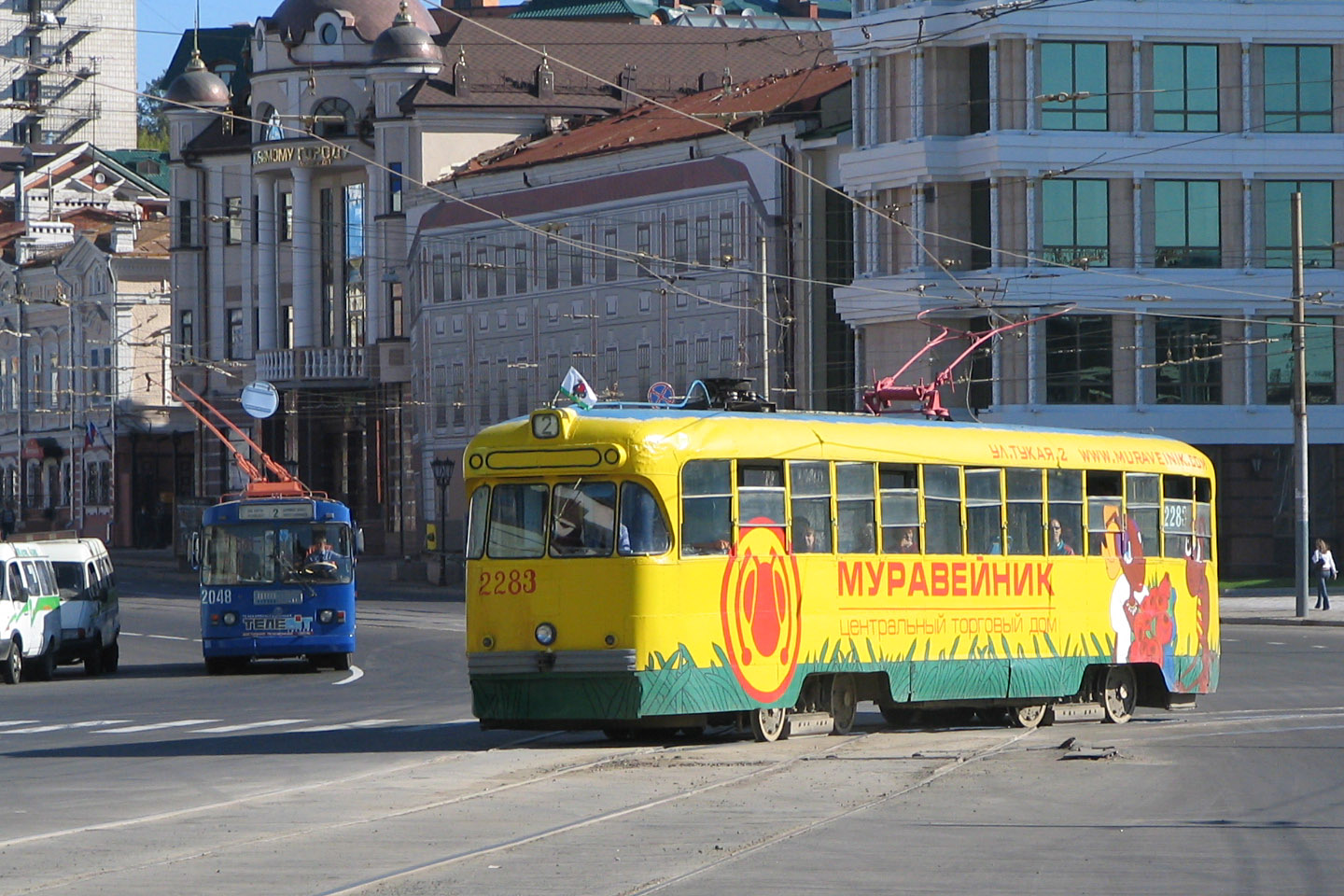
Трамвай маршрута № 2 поворачивает на площадь Тукая с улицы Бутлерова.

До 2002 года по примыкающей небольшой части улицы Островского в северо-западном направлении отходила однопутная трамвайная ветка внутриквартальной конечной петли маршрутов № 5, 12, которая была перенесена на Юнусовскую площадь и улицу Каюма Насыри. В 2005 и 2008 годах были ликвидированы отходящие от площади в юго-восточном (по улице Островского) и северо-восточном (по улице Пушкина) направлениях трамвайные линии маршрутов, соответственно, № 4, 6 и № 5, 12, 20, 21. Последние два маршрута, открытые 2 декабря 1999 года, были одними из самых длинных кольцевых трамвайных маршрутов в мире.
В 2011 году после закрытия 7 июля последнего трамвайного маршрута, проходящего через площадь — № 2, трамвайные рельсы на ней и улице Пушкина были демонтированы, историческое кольцо трамвайной остановки было ликвидировано, а центральные выходы из подземного перехода у него засыпаны.
В августе 2011 года на площади Тукая были проведены комплексные работы по восстановлению асфальтового покрытия.

## Ансамбль площади
Ансамбль площади включает ряд общественно-значимых для Казани зданий, сооружений и монументально-декоративных объектов. В целом, её современный архитектурный облик сформировался только в начале XXI века, к Тысячелетию Казани, и складывается из разных архитектурных стилей: от модерна и сталинского ампира, до типовой архитектуры и хай-тека.

### Бывшие Музуровские номера
В 1872 году одноэтажные лавки купца Рязанова были надстроены ещё на два этажа по проекту архитектора П. Тихомирова. Длинное трёхэтажное кирпичное здание, вытянутое по дуге вдоль периметра Рыбнорядской площади, получило название «Музуровские номера» по фамилии владельцев — Музуровых. Оно представляло собой типичный доходный дом второй половины XIX века, с коридорной планировкой и магазинами на первом этаже, выходящими на торговую площадь. В разное время в доме располагались колбасная, столовая, ресторан «Бар» с кавказской и польской кухней, синематограф «Петроград». В музуровских номерах проживали некоторые студенты Казанского университета, например, в 1898—1904 годах — Николай Семашко.
В первые советские годы часть дома заняла гостиница «Татарстан» с рестораном на первом этаже, а позднее — объединение «Татпотребсоюз».
В 1992 году здание было занесено в «Свод памятников республиканского значения» (под номером 699). Накануне Тысячелетия Казани Музуровские номера попали в федеральную программу сохранения исторической части Казани. Предполагалось реконструировать здание под малосемейный жилой дом и общежитие для работников республиканских учреждений культуры и искусства.
При строительстве станции казанского метрополитена здание «Музуровских номеров» обрушилось, а при строительстве ТРК «Кольцо» было окончательно снесено.

### Коммерческие номера
Полукруглое четырёхтажное здание гостиницы «Коммерческие номера» было построено напротив «Музуровских номеров» (на противоположной стороне Рыбнорядской площади) в 1906—1907 годах для купца В. Колесникова. Нынешний адрес: улица Баумана, 86.
В здании помимо гостиницы был ресторан, имевший отдельные кабинеты, дамский оркестр и свой кинематограф. «Коммерческие номера» имели очень плохую репутацию, считаясь одним из самых злачных казанских мест. В 1925 году в бывшем ресторане Колесникова была открыта фабрика-кухня — первое в Казани механизированное предприятие общепита. До середины 1970-х годов в бывших «Коммерческих номерах» располагалась гостиница «Чулпан», позднее — популярная забегаловка «Бездна» и магазин «Сыр».
После реконструкции в конце 1990-х — начале 2000-х годов здание занимают ювелирные салоны и офисные помещения.

### Новые номера
Четырёхэтажное с мансардной крышей здание по адресу Пушкина, 11 (ранее: Куйбышева, 13), стоящее между зданиями ГУМа, принадлежит одной из крупнейших казанских компаний — «Эдельвейс Групп», управляющей предприятиями торговли, услуг, транспорта, сельского хозяйства, перерабатывающей промышленности.
На его месте ранее находился небольшой двухэтажный дом, в котором когда-то была лавка булочника Василия Семёнова, обосновавшегося там с 1872 года. Известно, что в числе двадцати работников этой булочной в 1885 году числился Алексей Пешков (Максим Горький). Этот дом был куплен Казанским обществом попечения о бедных и больных детях «Синий крест» для того, чтобы, сдавая внаём частным лицам торговые помещения и квартиры, пополнять фонд средств общества. В апреле 1905 года было решено провести капитальный ремонт дома, но в виду слабости фундамента потребовалось перестроить его заново.
Строительство нового здания было завершено к весне 1909 года (архитектор: В. А. Трофимов). Оно стало одним из первых в городе зданий с водяным отоплением.
Дом сроком на пять лет взял в аренду казанский купец В. Г. Колесников, обязавшись выплачивать обществу по 7 тысяч рублей ежегодно. Однако сам он сдал дом в субаренду купцу К. П. Скачкову, организовавшему здесь гостиницу под названием «Новые номера», которая просуществовала в нём до 1917 года. В советское время в доме располагались квартиры с магазинами.
Согласно Постановлению Совмина ТАССР от 30 октября 1959 года здание было признано памятником истории и архитектуры республиканского значения как «Дом, в котором в 1885—1886 годах работал крендельщиком и подручным пекаря А. М. Горький».
До 2000-х годов в здании располагался ресторан «Восток».

### Здание бывшего Центрального телеграфа

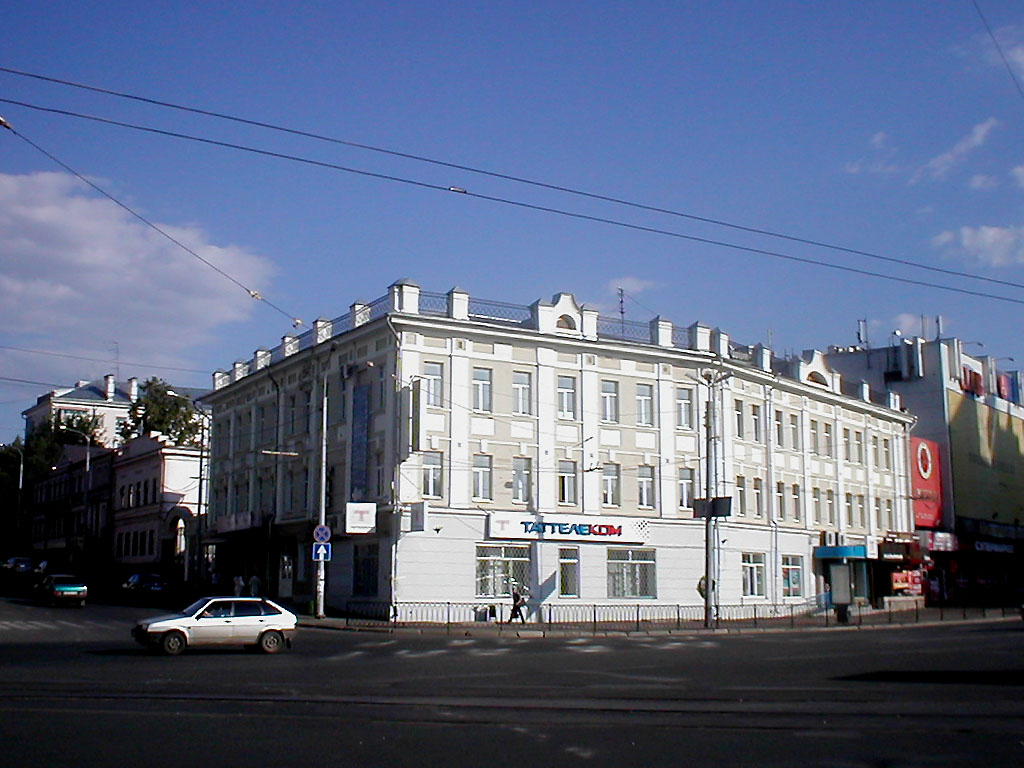
Здание бывшего Центрального телеграфа.

Трёхэтажное здание на углу улиц Пушкина и Профсоюзной было построено на рубеже XIX и XX веков на перекрёстке улиц Пушкина и Профсоюзная и имеет двойной адрес: Пушкина, 15 / Профсоюзная, 25. Ранее в здании располагался один из первых и центральный в городе телеграфный пункт, затем телеграфно-телефонный и телефонно-почтовый узлы. 
В здании и поныне располагается профильная организация — офисно-переговорный пункт крупнейшего в городе и республике телекоммуникационного оператора ОАО «Таттелеком». Ранее в здании был республиканский Госсвязьнадзор (преобразован в Управление федеральной службы по надзору в сфере связи по РТ), а также ОАО «Татрыбхоз». Сейчас здесь находятся Управление культуры и Комитет физической культуры и спорта исполкома Казани, а также кафе и парикмахерская.

### Главное здание КГФЭИ
В 1931 году на базе экономического факультета Казанского государственного университета имени В. И. Ульянова-Ленина был создан Казанский государственный финансово-экономический институт, которому в 1935 году присвоили имя В. В. Куйбышева. Для института на высоком холме между Щербаковским переулком и улицей Бутлерова было решено построить главный корпус. По словам казанского архитектора Марселя Искандарова, когда инженерно смелый проект подвергли сомнению относительно его устойчивости на зыбком холме, архитектор поручился своей жизнью.
Возведение главного здания Казанского финансово-экономического института должно было ознаменовать начало реализации амбициозного проекта первой пятилетки — «Большая Казань», предусматриващего перестройку и модернизацию центра города. Монументальное строение должно было служить фасадом второй городской (после Кремлёвской возвышенности) террасы.
Строительство, начатое по проекту московского архитектора Ю. Ю. Савицкого в 1936 году, было приостановлено из-за начавшейся Великой Отечественной войны. Переезд в здание (ещё незаконченное) начался уже в июле 1945 года. Возведение большей части помещений, в том числе актового зала на 800 мест, продолжалось до конца 1940-х годов. Главный корпус КФЭИ (Бутлерова, 4), будучи одной из доминант центра Казани, сразу стал городской достопримечательностью, и поныне оставаясь выдающимся образцом сталинской архитектуры.
Два крыла вдоль скатов холма, образованного улицей Бутлерова и Щербаковским переулком, под острым углом подводят к эффектному вогнутому портику. Четыре гигантских, на четыре этажа, восьмигранных колонны держат тонкий плоский карниз-навес, на котором по проекту должны были установить четыре человеческие фигуры. Верхний этаж крыльев здания отбит карнизом большого — на три этажа — ионического ордера. Вместо фигур установили плакаты, сейчас — буквы «КГФЭИ».
Величественность здания подчеркивается высоким стилобатом (фундаментом колонн, выложенным из мощных плит), с которого к подножию холма спускается лестница в 80 ступеней.
Современный вид на подножие холма, на котором находится здание, и лестницу, ведущую к нему, открылся со сносом Музуровских номеров и здания Татреспотребсоюза.

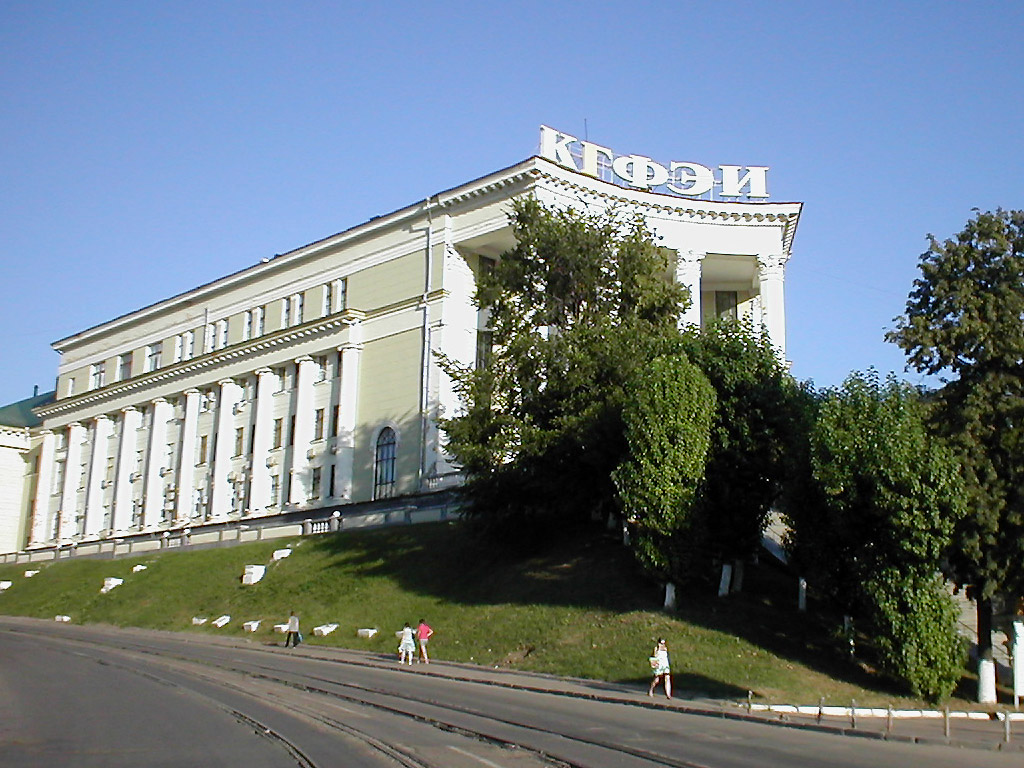
Здание КГФЭИ летним днём.
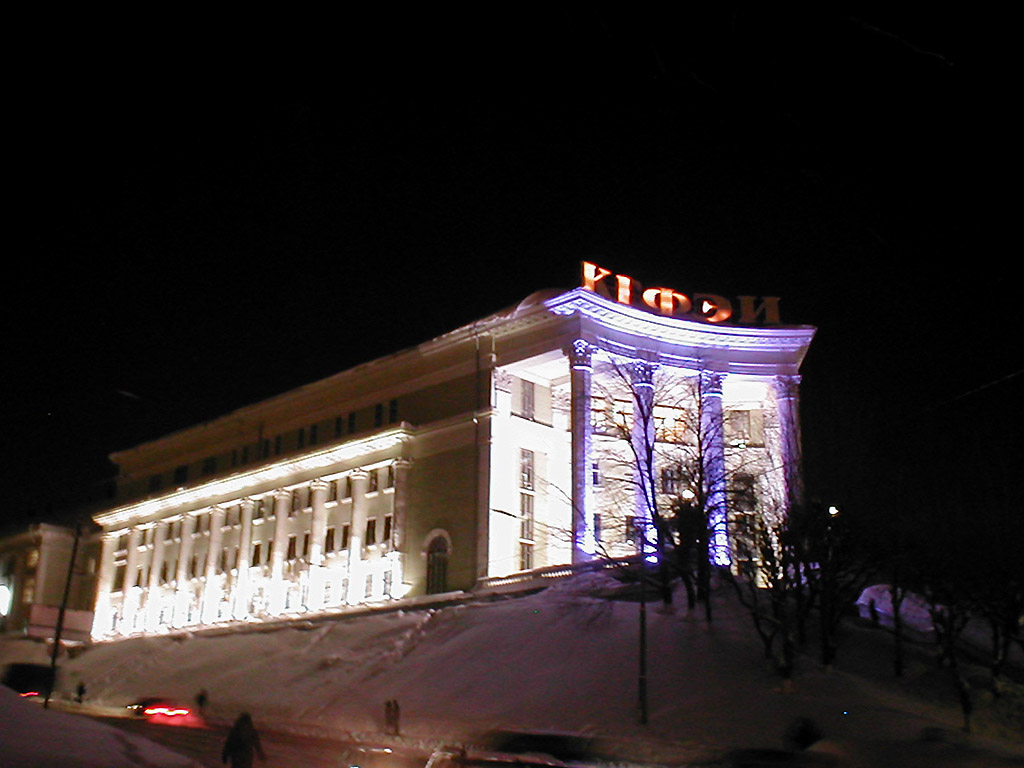
Здание КГФЭИ зимней ночью.
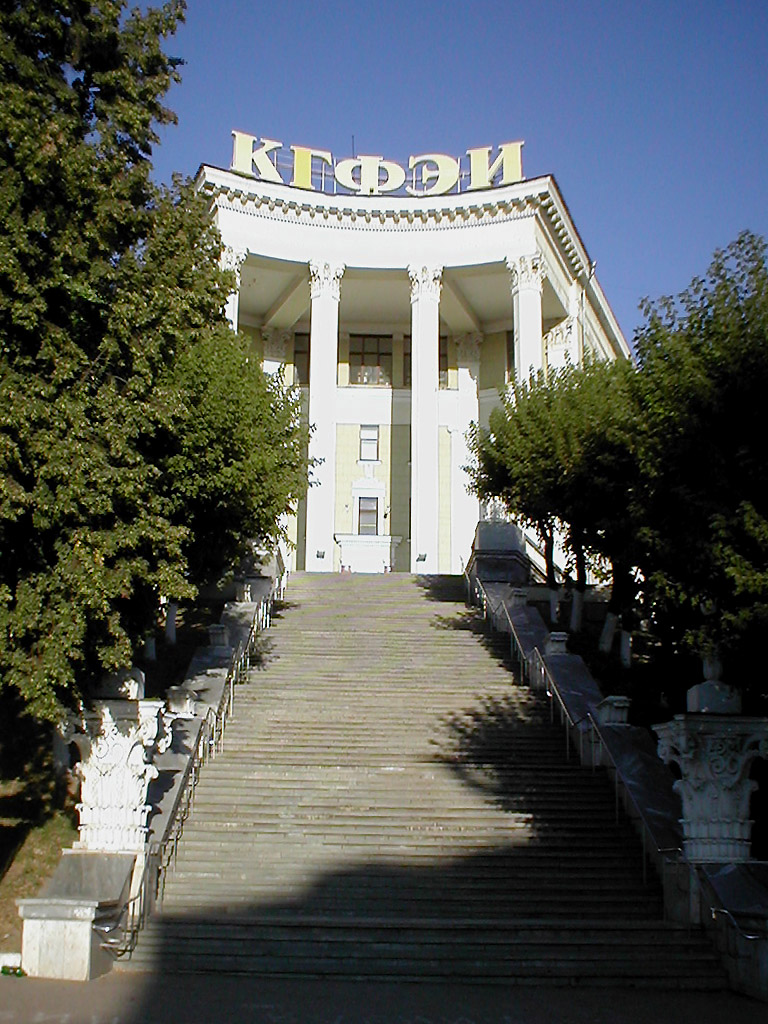
Лестница ко входу КГФЭИ.

### Бывшее здание Татреспотребсоюза
Четырёхэтажное центральное здание Татреспотребсоюза — организации, осуществлявшей потребительскую кооперацию в Татарии — располагалось на улице Пушкина до 2005 года. Здание сталинской архитектуры было построено в 1952 году и вплотную примыкало к Музуровским номерам с северо-востока.
6 июля 2000 года при здании руководством Татарстана и участниками Всероссийской конференции работников потребкооперации была торжественно открыта мемориальная доска (скульптор барельефа: Махмут Гасимов) в честь Рафгата Файзулловича Сафиуллина, 22 года руководившего Татреспотребсоюзом, неоднократно избиравшегося депутатом Верховного Совета ТАССР и Верховного Совета СССР.
Здание было снесено вслед за Музуровскими номерами. Сейчас на его месте расположена автостоянка перед главным фасадом ТРК «Кольцо».

### Жилые дома сталинской архитектуры

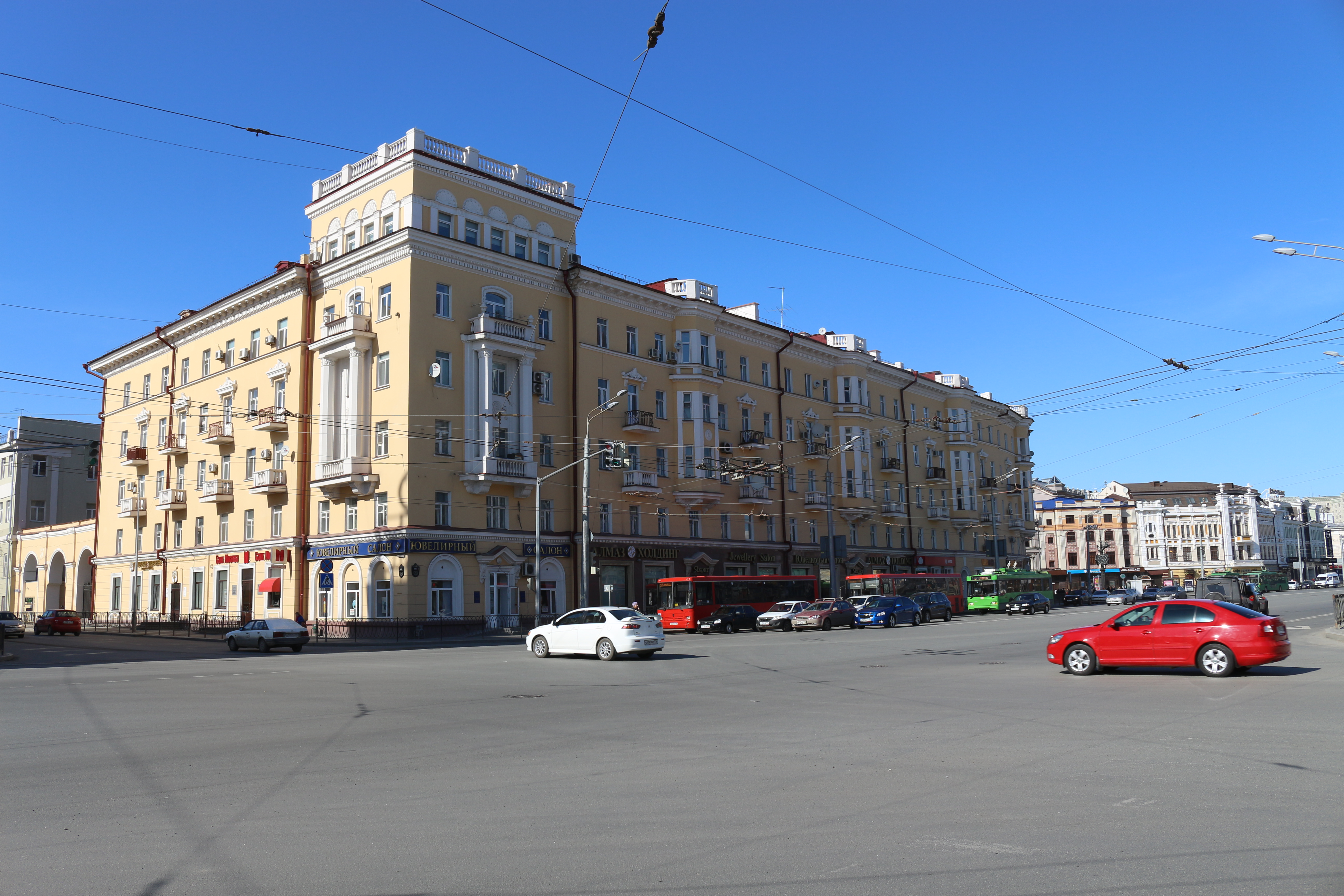
Большая «сталинка» (Пушкина, 5)

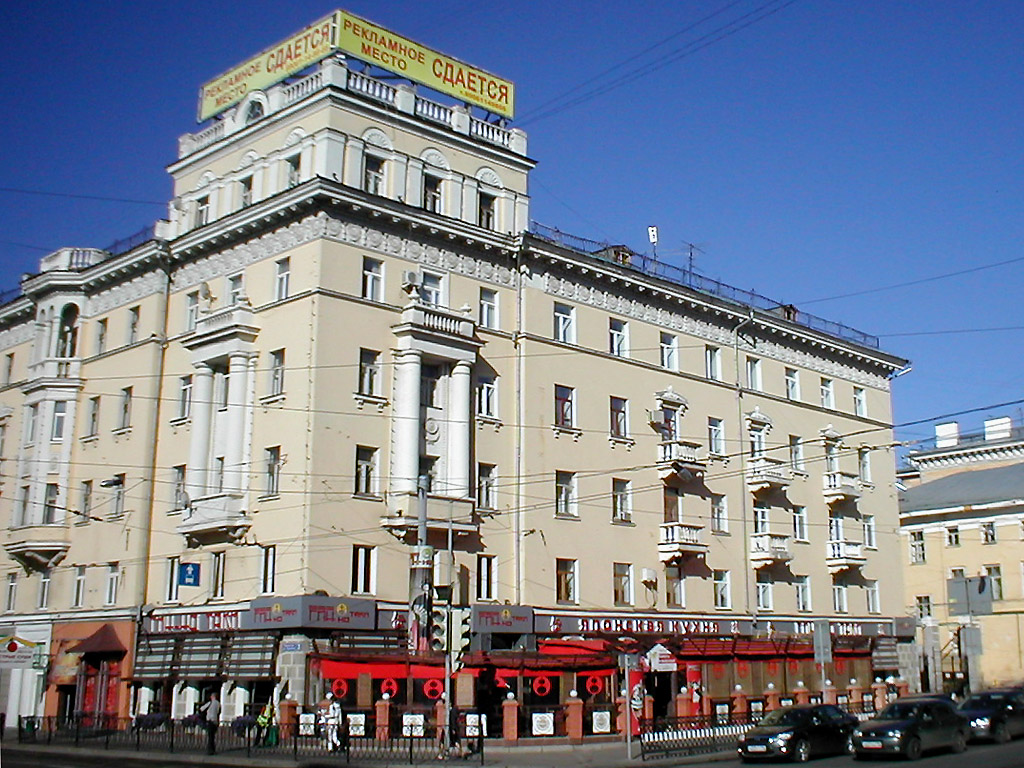
Меньшая «сталинка» (Пушкина, 3)

Сдвоенный пятиэтажный дом-сталинка с характерным для стиля богатым архитектурным экстерьером расположен в форме буквы «Г» на углу улиц Пушкина и Островского и имеет двойной адрес: Пушкина, 5 / Островского, 43 (Изначальный адрес: Куйбышева, 5/7). Он вплотную примыкает к зданию «Коммерческих номеров».
Здание было построено как жилой дом с административными и торговыми помещениями, расположенными на первых этажах, по проектам архитекторов П. А. Саначина и Г. И. Солдатова в 1949—1954 годах. Раньше на его месте стояли одно- и двухэтажные домики, в которых были магазины и парикмахерская.
В здании располагалась Татарская республиканская проектная контора «Татпроект» Министерства коммунального хозяйства РСФСР (с 1964 года — Проектный институт гражданского строительства, планирования и застройки городов и поселков «Татаргражданпроект»), в которой под руководством Узбека Гибадовича Алпарова работали ведущие архитекторы ТАССР, авторы проектов ряда зданий и жилых микрорайонов, построенных в республике.
Сейчас в доме находятся кафе, пивной ресторан, банки и ювелирные салоны (например, старейший ювелирный магазин Казани «Яхонт», включённый в список лучших ювелирных салонов России и рекомендованный для посещения гостям страны и города, принадлежащий сейчас фирме Алмаз-Холдинг).
Через улицу Островского тогда же было построено ещё одно здание-сталинка, имеющее аналогичный облик и образующее симметрию в этой части перекрёстка.

### Универмаг «Детский мир»

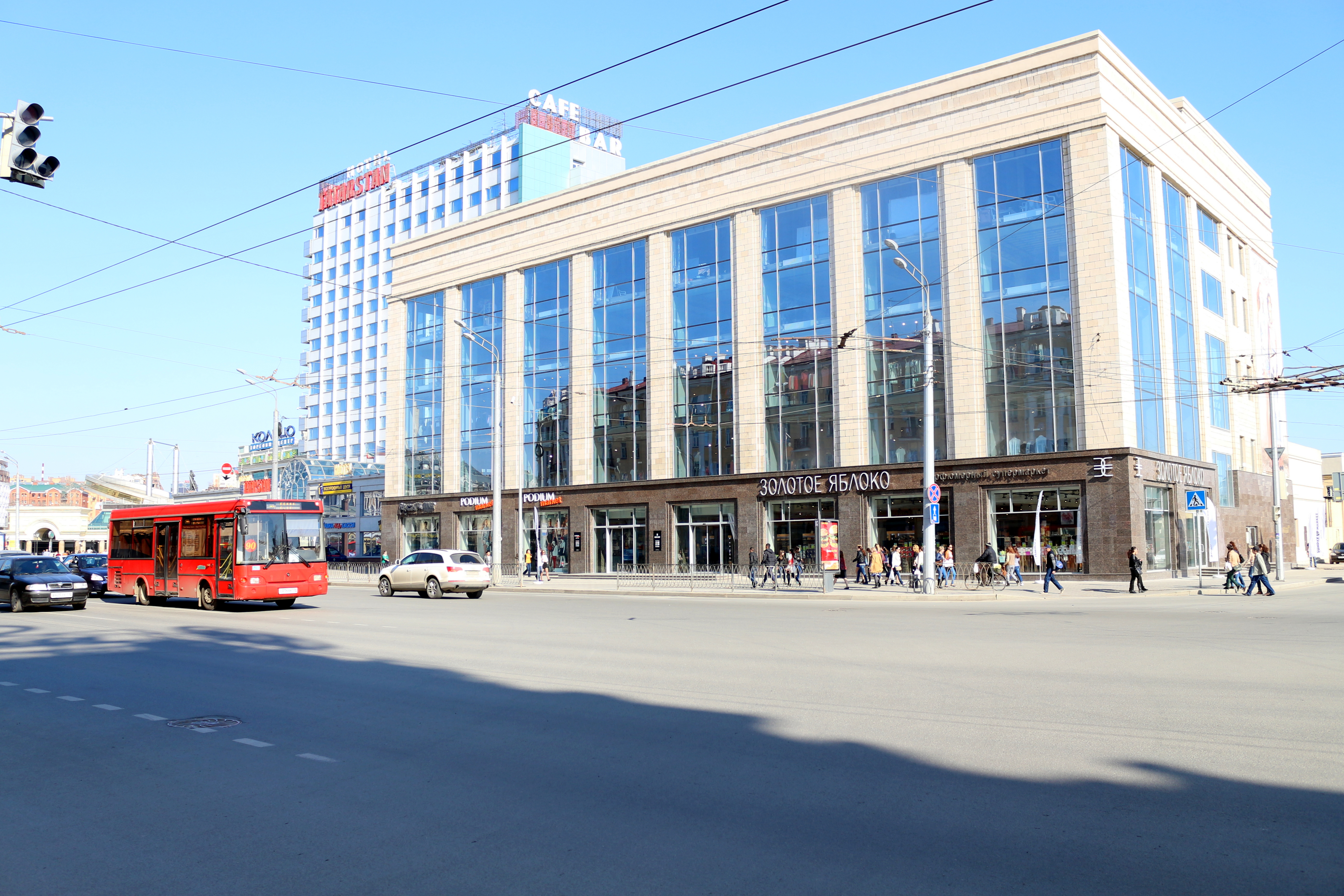
Здание «Детского мира»

Пятиэтажное здание Универмага Министерства торговли Татарской АССР открылось 2 апреля 1963 года. В построенном по типовому проекту здании располагалось 3637 м² торговых залов на имеющих более высокие потолки нижних трёх этажах и 3000 м² офисных и складских помещений на двух верхних этажах. До 19 декабря 1977 года, когда в другой части города (у вокзала) открылся большой комплекс нынешнего казанского ЦУМа, этот магазин назывался Центральным универмагом Казани. После ЦУМа в это здание переехал с улицы Баумана специализированный магазин по продаже товаров детского ассортимента «Детский мир», который должен был иметь площадь более 2500 м² в каждом городе с населением свыше 100 тыс. человек согласно Приказу Министерства торговли РСФСР от 25 июня 1985 года № 176. В начале постсоветского времени «Детский мир» стал вновь универсальным магазином широкого профиля, хотя и сохранявшим большой ассортимент детских товаров.
В 2006 году здание «Детского мира» было закрыто, арендаторы выселены, а здание приобрела московская фирма, предполагавшая создать в нём развлекательный центр. Новый «Детский мир» открылся позже рядом на Петербургской улице. В ноябре 2010 года простаивавшее здание с земельным участком было вновь выставлено на продажу.
У здания появился новый хозяин[когда?]

, который провёл реконструкцию. В марте 2014 года на первом этаже открыт магазин парфюмерии и косметики.

### Развлекательный комплекс «Арена»

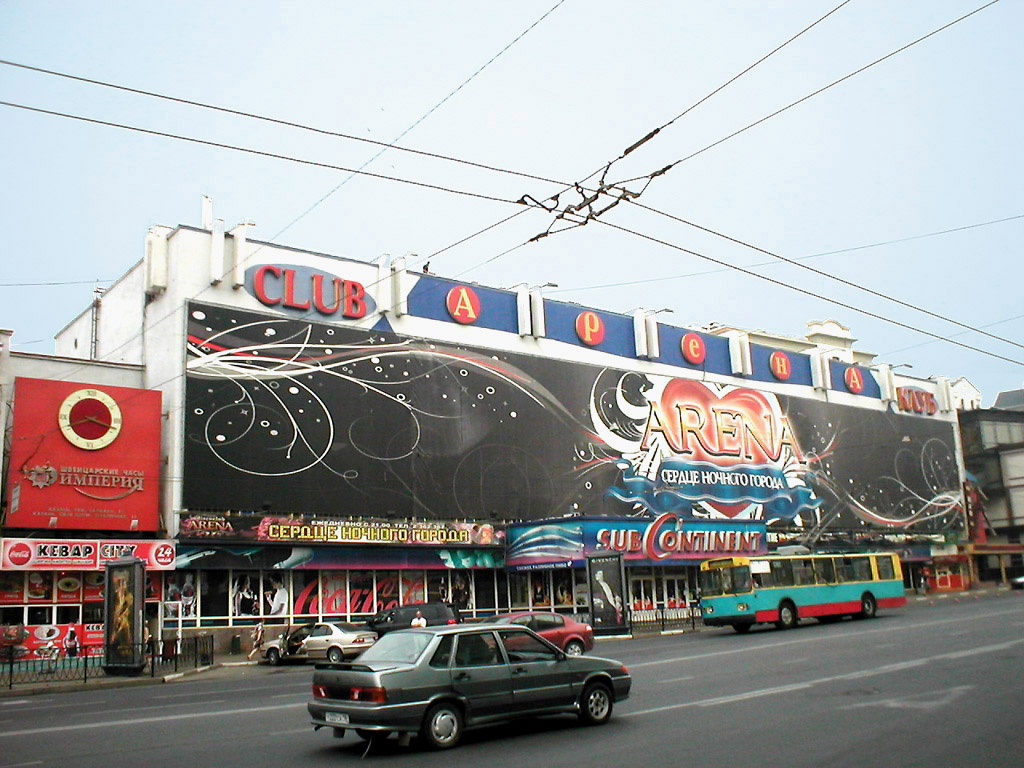
РК «Арена».

Четырёхэтажное здание, примыкающее вплотную к зданию бывшего центрального телеграфа, было построено в 1960-х годах для республиканского правления Сельхозпотребкооперации, которое занимало его верхние этажи. На первом этаже располагался главный в городе и республике подведомственный магазин, где имелся более обширный выбор продуктов, но по более высоким ценам сравнительно с государственными продуктовыми магазинами.
В постсоветское время верхние этажи здания на Пушкина, 17 занял развлекательный комплекс «Арена» с рестораном и популярным в городе ночным клубом, а на первом этаже расположились принадлежащий индийскому предпринимателю супемаркет «Субконтинент» (ныне — «Гранат»), кафе и стрип-бар.
Ввиду непривлекательно-строгого вида верхних этажей почти без окон, они закрыты огромным плакатом клуба «Арена».

### Гостиница «Татарстан»
13-этажная гостиница «Татарстан» на 431 номер, с рестораном и банкетными залами, сдана в эксплуатацию 18 июня 1970 года (архитектор: Мунир Агишев). По этому же проекту была также сооружена гостиница в Набережных Челнах (построена в 1977 году, сегодня бизнес-отель). В 2005 году гостиница была реконструирована. Число номеров сокращено до 368, а на последних этажах устроены люксовые апартаменты.
Ранее на этом месте стоял дом купцов Вараксиных.

### Памятник Муллануру Вахитову и площадка перед ним

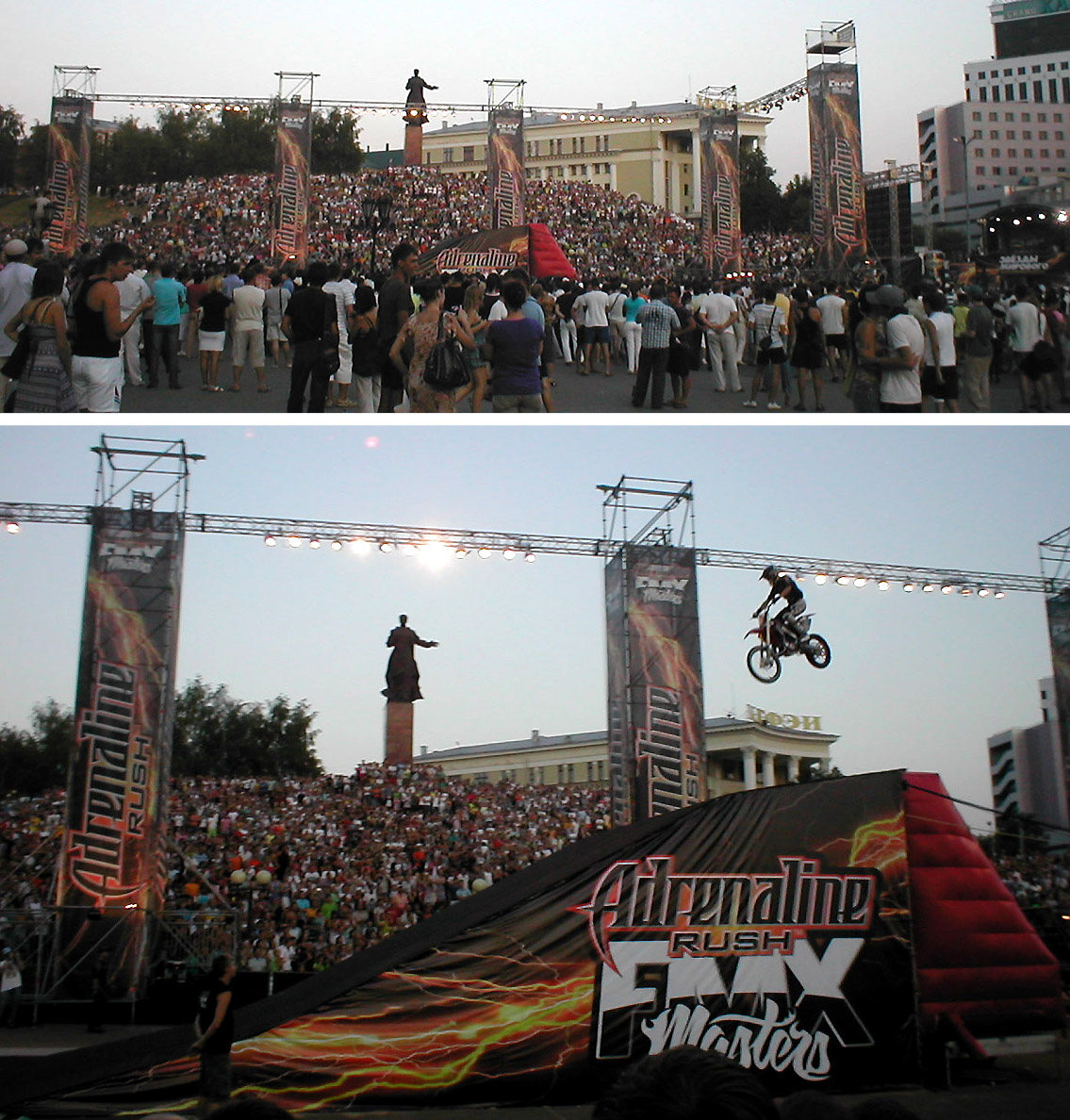
Каскадёрское мото-шоу на площадке перед памятником М. Вахитову.

У подножия холма между улицами Некрасова и Бутлерова перед памятником Вахитову до середины 1980-х годов находился второй (после «Униона», позднее «Родины» на улице Баумана) старейший кинотеатр Казани, который первоначально назывался «Мулен Руж», с 1916 года — «Народный театр», с 1926-го — просто «Народный», с 1940-го — «Рот Фронт», с 1944-го — кинотеатр для молодежи и студентов «Вузовец», а также несколько малоэтажных зданий.
Освобождённая от застройки площадка в постсоветское время стала использоваться для проведения массовых мероприятий — праздничных шоу, концертов, прочих акций, преимущественно молодёжной и детской тематики.
На холме 22 августа 1985 года был открыт памятник татарскому революционеру Муллануру Вахитову по проекту скульптора Ю. Г. Орехова. Фигура М. Вахитова исполнена с развевающимися на ветру полами шинели. На высокий холм к подножию памятника ведут гранитные лестницы, вдоль которых устроены цветники. За памятником расположена открытая в 1986 году аллея памяти в честь погибших в Афганской войне воинов-интернационалистов из Казани, а также сквер дворца шахмат имени Р. Г. Нежметдинова.

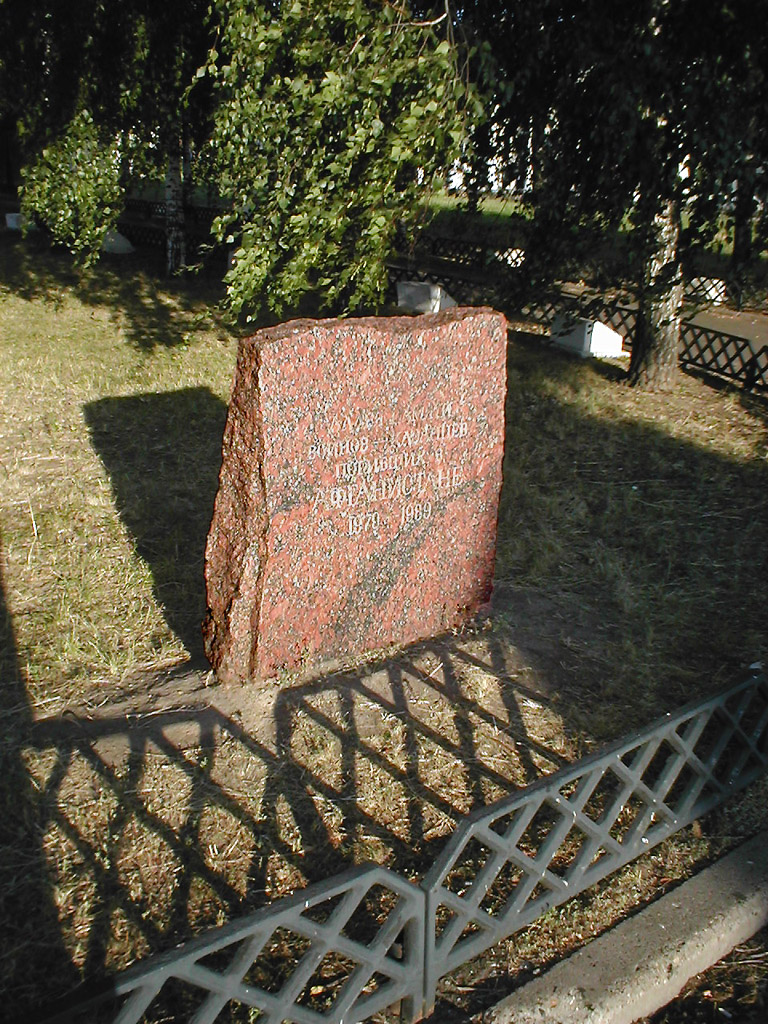
Памятный камень «афганцам».

Кроме того, у памятника нередко проводятся митинги оппозиционных движений: акции «День гнева» и другие.
27 апреля 2007 года президентом Татарстана М. Шаймиевым был поднят вопрос о строительстве на холме, где расположен памятник, нового здания Национальной библиотеки РТ. Сам памятник предлагалось перенести на площадь Вахитова.
В проведённом в июне-июле 2007 года конкурсе на лучший эскизный проект застройки квартала с учётом размещения Национальной библиотеки РТ победил проект стеклянного здания в стиле хай-тек в виде вытянутого в высоту муравейника и кукурузного початка голландского архитектора Эрика ван Эгераата. В августе того же года И. М. Муртазин и группа жителей Казани попыталась инициировать городской референдум в защиту памятника Муллануру Вахитову. Проект также подвергался критике как не вписывающийся в облик площади. На сентябрьской сессии депутаты Казанской гордумы отложили рассмотрение вопроса дальнейшей судьбе памятника Вахитову. Реализация проекта здания библиотеки была отложена и ввиду экономического кризиса 2008—2009 годов.
В январе 2011 года стало известно о рассмотрении планов строительства Национальной библиотеки Татарстана на холме у Кольца по новому проекту, предложенному фирмой «Антика», которая реализовала столь же роскошные по экстерьеру проекты Дворца земледельцев у Казанского кремля и дворцового комплекса «Ренессанс» на площади Султан-Галиева.

### Ротонда, посвящённая казанскому метрополитену
Памятная гранитно-каменная ротонда, открытая в начале улицы Свердлова (ныне — Петербургской) 27 августа 1997 года, посвящена началу строительства метрополитена в Казани. В её основании заложена хрустально-золочёная капсула с подписанным президентом Татарстана М. Шаймиевым обращением к будущим пассажирам метрополитена.
Предполагалось, что после сдачи метрополитена ротонда будет ликвидирована, а капсула будет перенесена в вестибюль станции метро. Однако, затем было принято решение об организации пешеходной улицы Петербургская, и ротонда стала её органичной частью.

### Столб «Часы» и фонтан «Водяная»
Между выходами подземного пешеходного перехода на улицу Баумана располагаются столб «Часы» и фонтан «Водяная». Обе конструкции работы Игоря Николаевича Башмакова, выполнены в творческой мастерской союза художников «Возрождение».
Небольшой фонтан с фигуркой Водяной (тат. Су анасы), простирающей в небо руки, ведёрком и золотым гребнем, изображает героиню татарских сказок, увековеченную Г. Тукаем в балладе «Водяная» 1908 года. Сооружён в 1997 году.
Художественно-декорированные бронзовые часы, на циферблате которых диаметром в полтора метра цифры обозначены татарскими словами в арабской графике, украшены фигурами поэта, пегаса и музы. Они служат местом для назначения свидания: «у часов на Баумана», или «у часов на Кольце». Установлены в 1999 году. В 2013 году рядом было открыто кафе «У часов».

### Торговый центр «ГУМ»

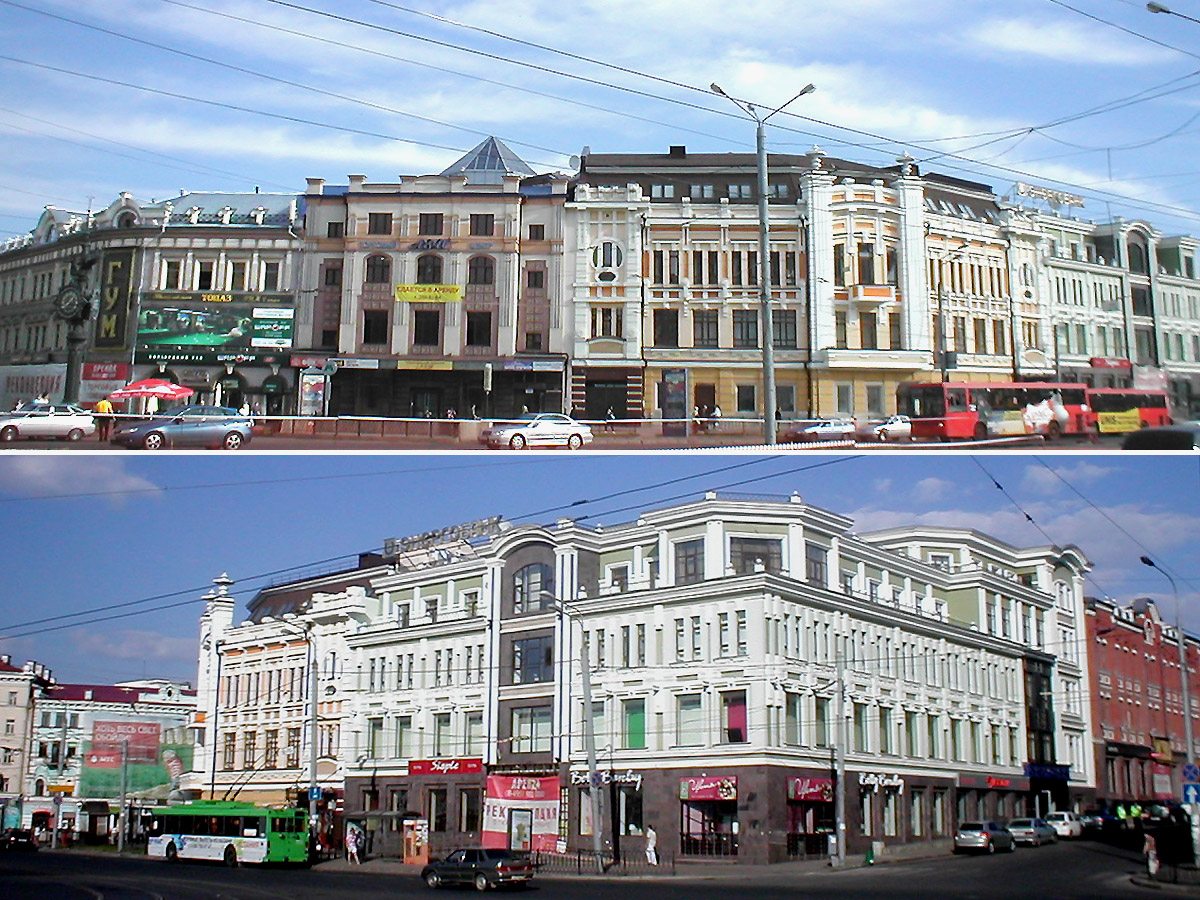
Комплекс зданий ГУМа и «Новых номеров».

Торговый центр Казанский ГУМ открылся в 2002 году в здании на улице Баумана, 51. К нему также относится расположенное рядом четырёхэтажное здание на улице Пушкина, 13 (Профсоюзной, 50), сооруженное для второй очереди ГУМа. Между этими двумя зданиями находятся четырёхэтажный Торговый центр «АЗИ» (Пушкина, 9) и четырёхэтажное здание «Новых номеров» (Пушкина, 11). Фасады этих вплотную стоящих зданий выходят на площадь Тукая.
До постройки ГУМа на месте здания по адресу Баумана, 51 находился двухэтажный дом купцов Докучаевых, построенный в 1851 году для Петра Докучаева, бывшего в 1845—1847 годах городской головой Казани. Архитектором дома был И. П. Бессонов. В 1902 году его реконструировал архитектор К. С. Олешкевич. Помимо магазина самого Докучаева, в здании одно время находились кондитерский магазин Триантофилиди и магазин Тутурова.
На месте находящегося рядом здания по адресу Пушкина, 9 до революции находилась мусульманская харчевня, где готовили халяльную пищу.
В здании на углу улиц Пушкина и Профсоюзной находилось правление ГУП «Татрыбхоз» и главный в городе рыбный магазин. В этом доме, перестроенном в 1876 году купцом П. Степановым из двухэтажного в трёхэтажный, и перешедшем вскоре к крупному молочному торговцу Галкину, когда-то находилась гостиница «Уральское подворье» и аптекарский магазин Майзельса.
Перестройка и застройка квартала ГУМа 3-7-миэтажными зданиями с подвалами и мансардными этажами была выполнена в две очереди в 2001—2002 годах по проекту Казанского ГИПРОНИИАВИАПРОМа.
Поскольку из-за конкуренции с ТРК «Кольцо» Казанский ГУМ не пользовался популярностью у покупателей, в июне 2011 года начат процесс реконцепции ГУМа, согласно которой существующие в нём магазины будут заменены или переоформлены. Открытие обновлённого ГУМа назначено на осень 2011 года.

### Памятник Льву Гумилёву
В процессе обустройства улицы Петербургской было принято решение поставить в её начале у площади Тукая перед ротондой метрополитена памятник Петру I. Известно, что Пётр I в июне 1722 года побывал на этой улице, посетив суконную фабрику И. А. Михляева.
Однако в начале августа 2005 года из-за протестов активистов Татарского общественного центра, начавших сбор подписей против установки памятника Петру I, было решено установить вместо него бюст Льву Гумилёву, на постаменте которого выбиты слова: «Русскому человеку, всю жизнь защищавшему татар от клеветы» (скульпторы: Владимир Демченко и Александр Головачёв). Он был открыт 27 августа 2005 года.

### Отделение Пенсионного фонда России по РТ
Новое 9-этажное полукруглое бело-зелёное бетонно-стеклянное здание Отделения Пенсионного фонда России по Республике Татарстан, расположенное между улицами Пушкина и Некрасова (адрес — ул. Пушкина, 8), введено в эксплуатацию в 2005 году. В здании применён оригинальный архитектурный фальш-приём, визуально предполагающий, что в ранее имевшееся здание классического стиля была врезана под углом в центр и выше стеклянная надстройка в стиле хай-тек. Пенсионный фонд планировал соорудить в полтора раза более высокое здание, однако, ввиду его вызывающего и подавлявшего бы все прочие здания площади облика, городские власти дали разрешение на проект только в нынешнем уменьшенном виде.
В XIX веке в этом месте находился комплекс рыбных лавок купца Н. П. Ворожцова. Во флигеле расположенного впритык дома П. Д. Лисицына 1 (13) февраля 1873 года родился Фёдор Иванович Шаляпин. Сам флигель не сохранился, а дом Лисицына-Емелина (построен по проекту архитектора Пудовкина 1860 года, в 1880-х приобретён Н. П. Ворожцовым, в 1897 году куплен М. В. Емелиным, с 1918 года им владели мелкие учреждения), расположенный за зданием Пенсионного фонда (по адресу: Пушкина, 10) является с 1997 года памятником истории и архитектуры, объектом культурного наследия республиканского значения; в настоящее время реставрируется.

### Торгово-развлекательный комплекс «Кольцо»

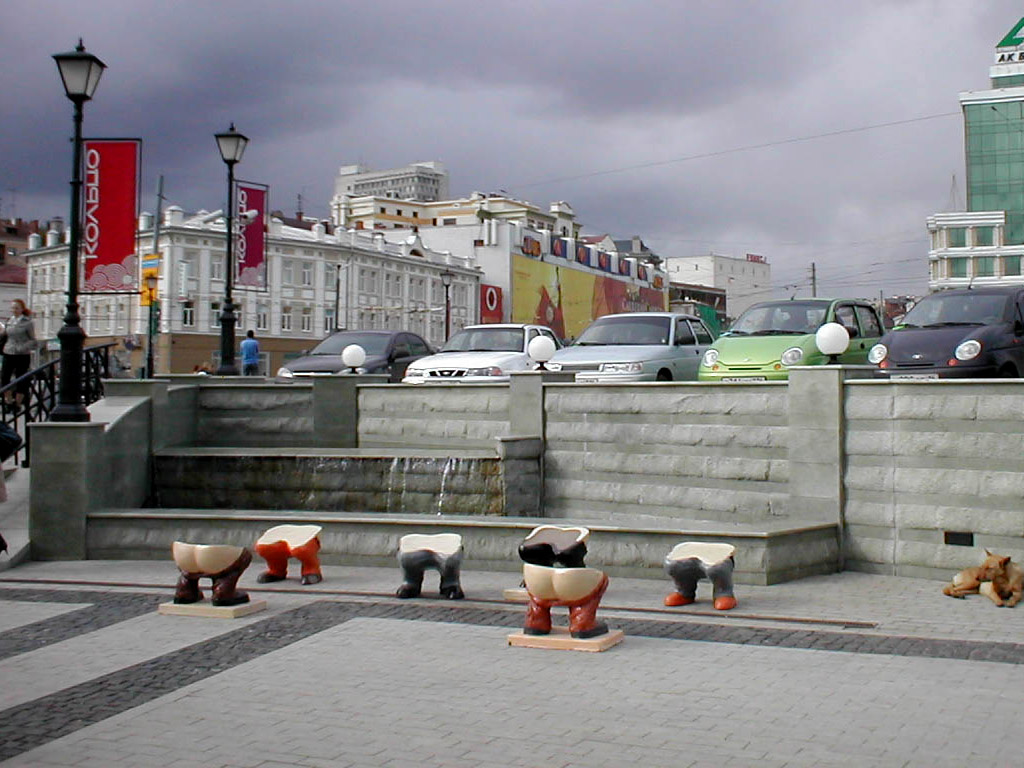
Шутливые уличные сидения у ТРК «Кольцо».

В 2002 году президентом Татарстана М. Ш. Шаймиевым было дано указание о строительстве торгового комплекса-молла европейского уровня к 1000-летию Казани. В августе 2003 года было принято постановление администрации города о создании торгового центра у площади Тукая. Окончательный проект комплекса был принят в марте 2005 года. Комплекс был достроен через год после Миллениума, а во время его празднования главный фасад и фасад по улице Петербургская были прикрыты оригинальными огромными плакатами с сотнями изображений людей.
При строительстве ТРК «Кольцо» было разрушено здание «Музуровских номеров» и снесено здание Татреспотребсоюза. Торжественное открытие ТРК «Кольцо» состоялось 2 ноября 2006 года.
Общая площадь пятиэтажного торгово-развлекательного комплекса составляет 46 800 м². Она включает парковку (750 машино-мест) и супермаркет «Кольцо» (2 450 м²) в подземном этаже; торговые площади, сдаваемые в аренду (23 560 м²); 6-зальный кинотеатр-мультиплекс «КАРО Фильм — Казань» (3 300 м²); внутренние эскалаторы и лифты; площадь благоустройства (6 415 м²).
Генеральным проектировщиком выступил ЗАО «Казанский ГИПРОНИИАВИАПРОМ», задача которого состояла в проектировании торгового комплекса в сложных геологических условиях по соседству с метрополитеном. Архитекторы: Радик Сафин, Максим Быков.
Главный фасад ТРК «Кольцо» специально спроектирован так, чтобы за счёт каскада террас, открывать вид с неё на подножие холмов с памятником Вахитову и зданием КГФЭИ. На самих открытых террасах (2-го и 3-го этажей) расположены обзорные площадки с видом на площадь Тукая.
Над порталом главного фасада, в качестве символа ТРК и площади, установлено под углом огромное золочёное кольцо, в центре которого на Новый Год ставят Новогоднюю ёлку.
Перед главным фасадом устроены фонтанные архитектурные композиции со смешными сидениями, а также открытая автостоянка. Фасад и архитектурные элементы здания имеют насыщенную динамическую разноцветную ночную подсветку.
Здание наиболее часто среди новых сооружений в городе подвергается критике о чрезмерной эклектичности, ввиду того что сочетает сразу нескольких архитектурных стилей: греко-римскую колоннаду внизу, террасно-стеклянный хай-тек в середине и купольно-башенный византийский стиль вверху главного фасада, выходящего на улицу Пушкина, классицизм в фасаде, выходящем на улицу Петербургская, промышленную архитектуру в фасаде, выходящем на Щербаковский переулок.
В августе 2011 года главный архитектор Казани Т. Г. Прокофьева назвала ТРК «Кольцо» наиболее неудачным архитектурным сооружением с точки зрения соответствия общему облику города. По её мнению, низкое качество архитектуры усугубляется тем фактом, что здание разрушило исторический дух центральной площади города.

### Гостиница «Гранд Отель Казань»
Гостиница «Гранд Отель Казань» (англ. Grand Hotel Kazan) — расположенный позади ТРК «Кольцо» современный 17-этажный комплекс с полной инфраструктурой (215 номеров, выставочные и конференц-залы, конгресс-холл, многоуровневый паркинг, вертолётная площадка, единственная на здании в центре города). Официально открыт в феврале 2009 года. В феврале 2010 года «Гранд Отель Казань» официально получил 4 звезды.
Первоначально предполагалось сооружение здания по другому, более высотному 30-этажному проекту, однако он реализован не был в связи со сложностью ввиду слабых и обводнённых грунтов и прохождения рядом линии метрополитена.
Здание гостиницы имеет оригинальную динамическую ночную архитектурную подсветку.

## Транспорт

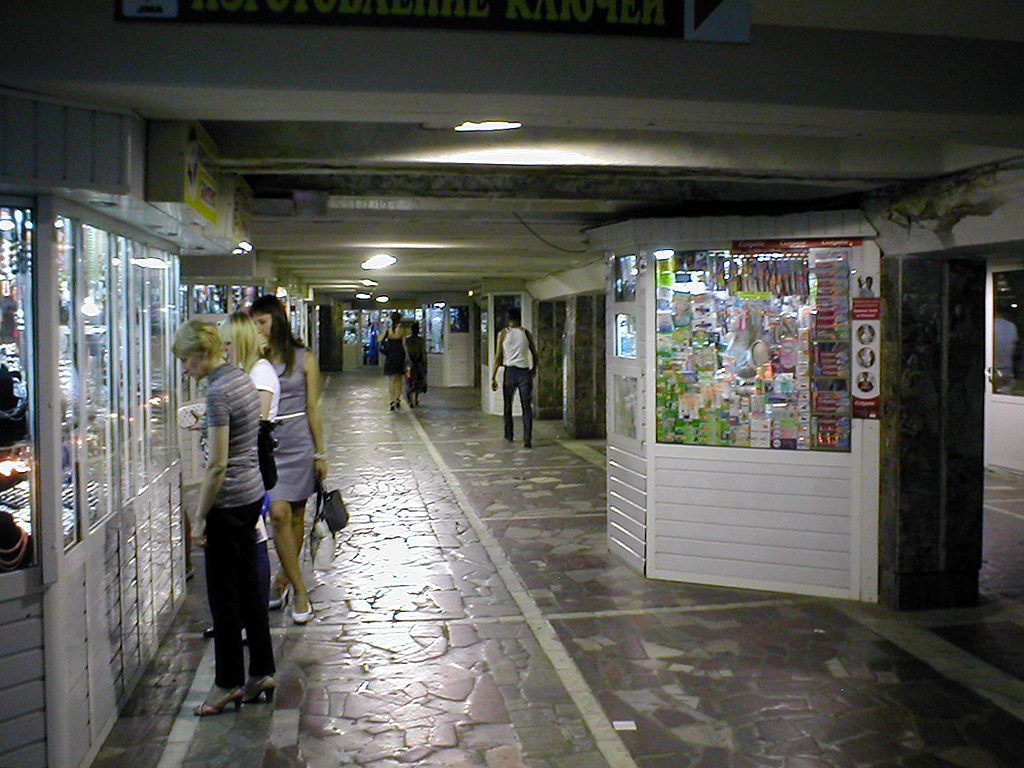
Подземный переход под площадью.

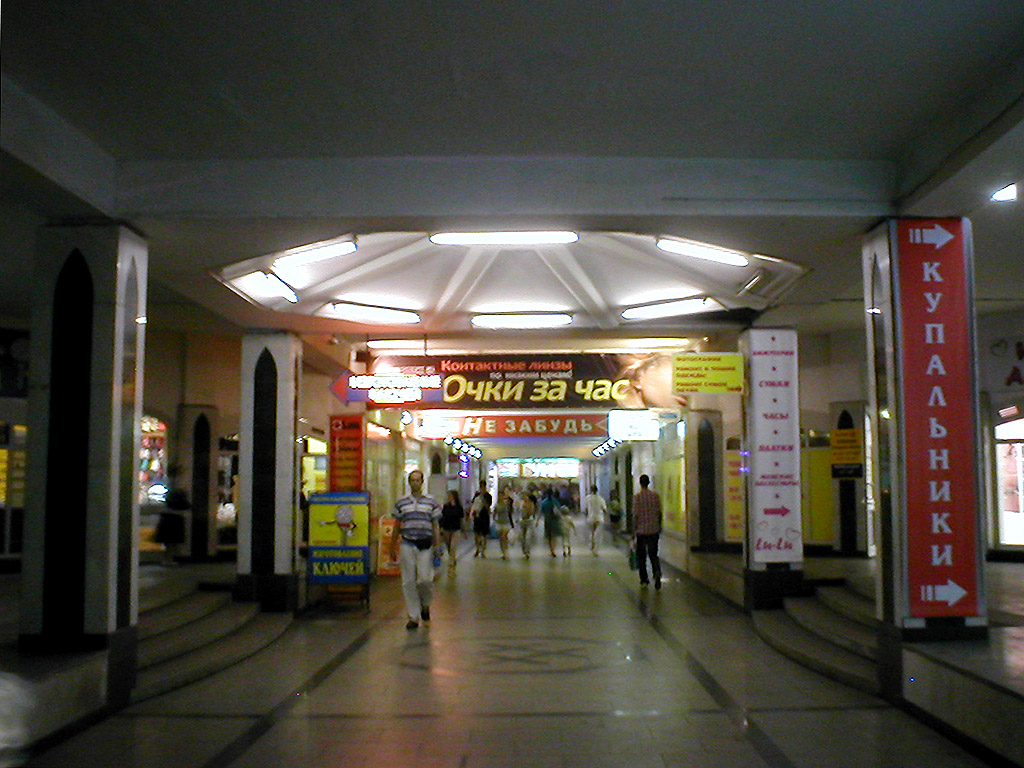
Подземная галерея от подземного перехода к станции метро.

По площади проходит большое количество городских автобусных и троллейбусных маршрутов:
- Через остановку «Площадь Тукая», расположенную на улице Пушкина на площадке перед памятником М. Вахитову и перед ГУМом на углу с улицей Островского, следуют автобусные маршруты 10, 10а, 29, 30, 35, 35а, 54, 63, 71, 90, 91; троллейбусные маршруты 2, 3, 5, 7, 8.
- Через остановку «Площадь Тукая», расположенную на улице Островского между сквером имени Тукая и бывшим универмагом «Детский мир», следуют автобусные маршруты 1, 2, 31, 37, 47, 74, 74а; троллейбусные маршруты 6, 8, 12.

Помимо этого на площади останавливаются автобусы некоторых междугородных маршрутов; есть стоянка такси.
Из подземного пешеходного перехода, расположенного под площадью, и имеющего два выхода со стороны улицы Баумана и два — со стороны Петербургской улицы, по подземной галерее можно пройти к северному вестибюлю станции метро «Площадь Тукая». В подземную галерею есть также выходы из подземного этажа ТРК «Кольцо».
В 2011—2013 годах к площади Тукая проложена новая пятикилометровая магистраль от Танкового кольца и Оренбургского тракта до площади Тукая и улицы Пушкина. На участке от Танкового кольца до улицы Нурсултана Назарбаева эта магистраль называется Проспектом Универсиады, здесь построены три двухуровневые развязки (на Танковом кольце, на пересечении с улицей Даурской и Аметьевской магистралью, на пересечении с улицей Нурсултана Назарбаева); далее она проходит по улице Тихомирнова и Щербаковскому переулку. Эта магистраль обеспечивает непрерывный транспортный поток от Площади Тукая и улицы Пушкина к южным окраинам Казани — Межрегиональному клинико-диагностическому центру, Горкам, Деревне Универсиады, Солнечному городу, Республиканской клинической больнице и международному аэропорту «Казань».